# Аси-Романс
Аси-Рома́нс (фр. Acy-Romance) — коммуна во Франции, находится в регионе Шампань — Арденны. Департамент — Арденны. Входит в состав кантона Ретель. Округ коммуны — Ретель.
Код INSEE коммуны — 08001.
Коммуна расположена приблизительно в 116570 км к северо-востоку от Парижа, в 65 км севернее Шалон-ан-Шампани, в 45 км к юго-западу от Шарлевиль-Мезьера.

## Население
Население коммуны на 2008 год составляло 447 человек.
| 1962 | 1968 | 1975 | 1982 | 1990 | 1999 | 2008 |
| ---- | ---- | ---- | ---- | ---- | ---- | ---- |
| 471  | 475  | 479  | 484  | 472  | 437  | 447  |

## Экономика
В 2007 году среди 310 человек в трудоспособном возрасте (15—64 лет) 202 были экономически активными, 108 — неактивными (показатель активности — 65,2 %, в 1999 году было 61,1 %). Из 202 активных работали 186 человек (104 мужчины и 82 женщины), безработных было 16 (6 мужчин и 10 женщин). Среди 108 неактивных 24 человека были учениками или студентами, 31 — пенсионерами, 53 были неактивными по другим причинам.

## Фотогалерея

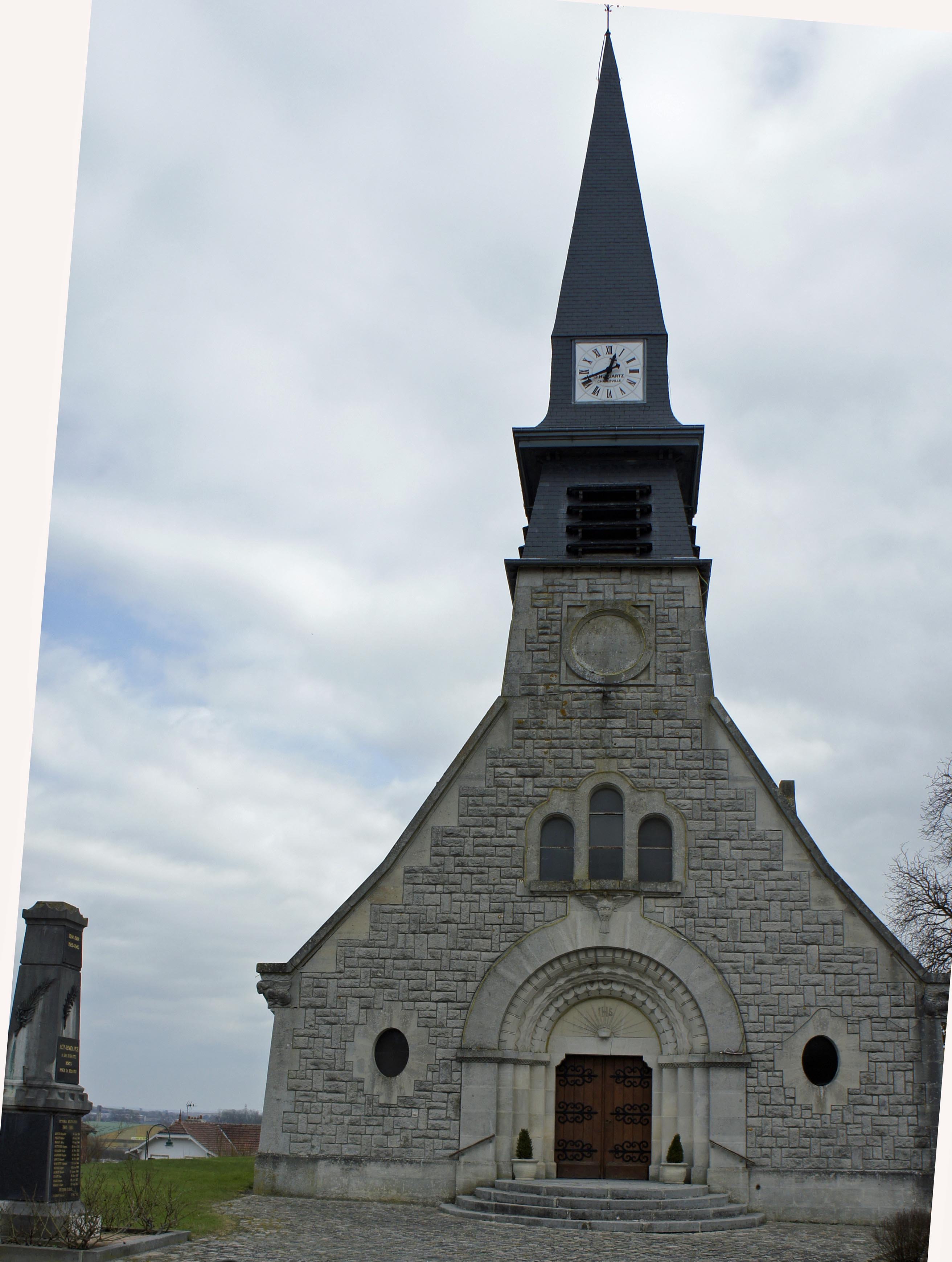
Церковь и памятник погибшим в Первой мировой войне
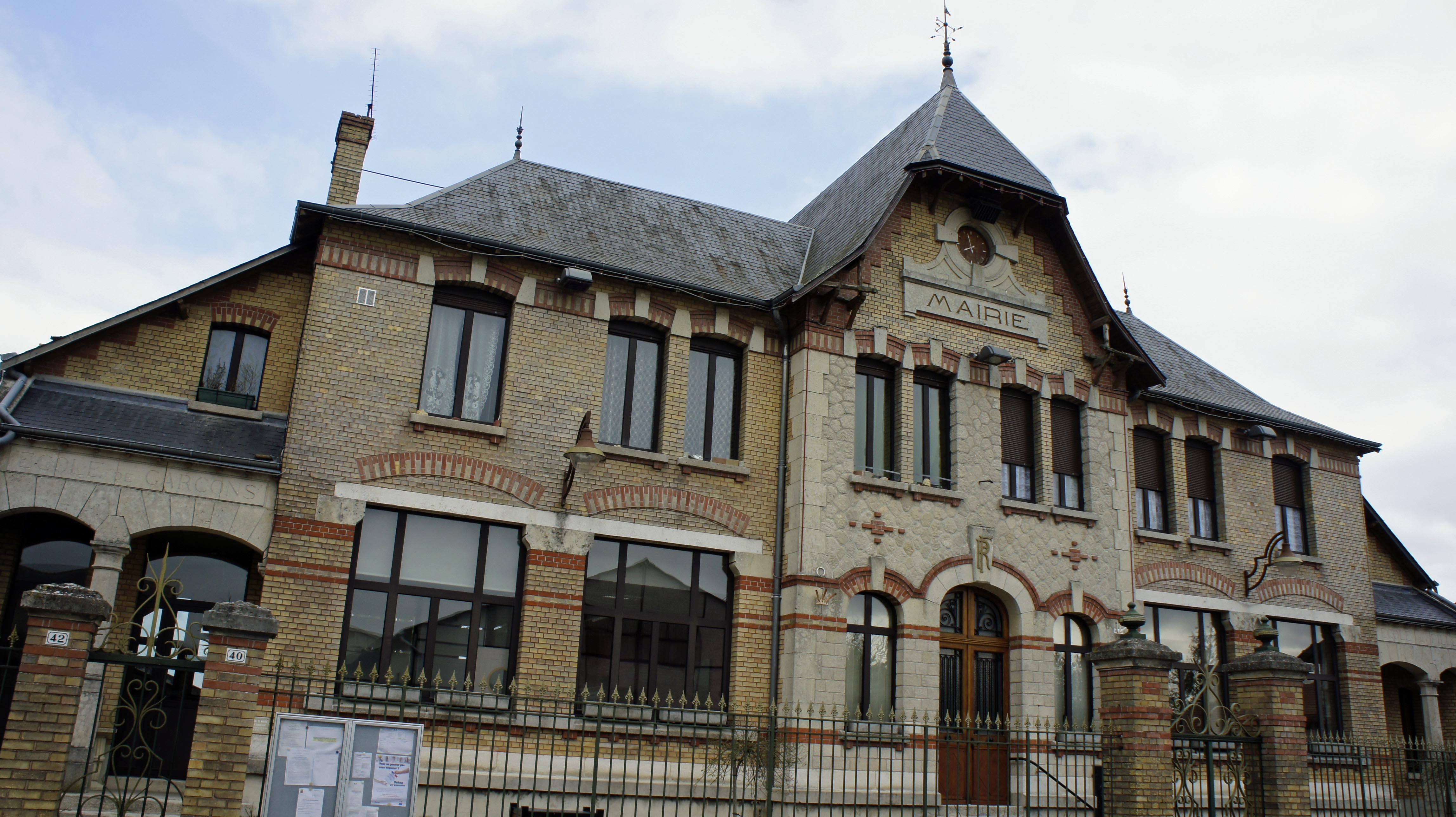
Мэрия
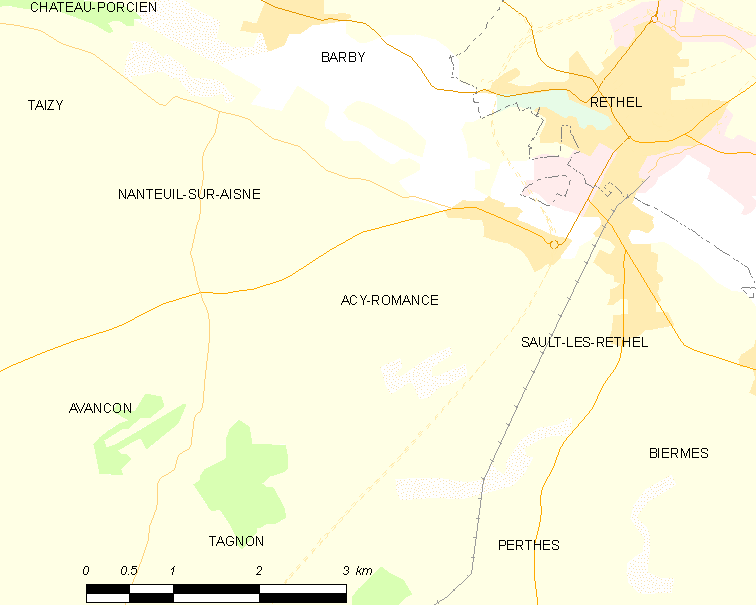
Карта коммуны